# Uni (obwód kirowski)
Uni (ros. Уни) – osiedle typu miejskiego w Rosji, w obwodzie kirowskim, ośrodek administracyjny rejonu unińskiego. W 2010 liczyło 4592 mieszkańców.